# Philippinoramhus antonkozlovi
Philippinoramhus antonkozlovi (лат.) — вид жуков-долгоносиков, единственный в составе рода Philippinoramhus из подсемейства Curculioninae (Rhamphini, Curculionidae). Эндемик Филиппин (Юго-Восточная Азия).

## Этимология
Видовое название P. antonkozlovi дано в честь энтомолога Антона Козлова (Москва) за помощь в работе. Родовое название Philippinoramhus происходит от сочетания слов Philippino + ramhus, обозначающих место обнаружения (Филиппины) и родовое название Rhamphus.

## Распространение
Филиппины (острова Лусон и Минданао).

## Описание
Жуки мелких размеров. Общая длина тела (без рострума) 2,6—3,1 мм. Длина рострума 1,3—2,3 мм. Тело красновато-коричневое, покрыто изогнутыми коричневато-жёлтыми волосками. Рострум длинный, примерно в 1,4 раза длиннее пронотума у самцов и в 2,2—2,9 раз длиннее пронотума у самок, довольно узкий; глаза крупные, продолжаются дорсально; усиковые бороздки латеральные, их дорсальный край направлен базально к нижней части глаза; усики коленчатые, вставлены латерально до середины рострума у самцов и в базальную треть рострума у самок; скапус длинный, почти достигает основания глаз; жгутик 6-члениковый; переднеспинка окаймлена, бока с длинными отстоящими волосками; прекоксальная часть простернума длинная; прококсальные ямки смежные; пигидий выдаётся из-под надкрылий; бёдра слабо выемчатые для приёма голеней, без зубцов; передние и средние бёдра слабо булавовидные; заднее бедро расширено, с волосками на внутреннем крае; голени не вооружены. Новый род похож на род Indodinorrhopalus Pajni et Sood, 1981, но отличается от него очень длинным рострумом (особенно у самок), слабо желобчатыми бёдрами и глазами, продолжающимися дорсально. Это первая находка трибы Rhamphini для Филиппин.